# ساحة كهرمانة
ساحة كهرمانة هي ساحة مشهورة في العاصمة العراقية بغداد.وهي ساحة تفصل بين منطقتي الكرادة وشارع السعدون.

## تمثال كهرمانة
وهو عبارة عن تمثال ذهبي في بغداد لفتاة هي كهرمانة، الشخصية المشهورة في حكاية علي بابا، إحدى حكايات «ألف ليلة وليلة»، والتي تظهر واقفة وهي تحمل جرة كبيرة تصب منها الزيت على أربعين جرة تطل منها رؤوس أربعين لصاً، وهذا النصب من عمل النحات العراقي الشهير محمد غني حكمت و تنفيذ شركة زويني للإنشاءات الهندسية في سبعينيات القرن الماضي

## زها حديد وكهرمانة
وعندما سئلت زها حديد عن أي نصب تذكاري بغدادي تفضل أن يكون «رمزا إعلاميا لبغداد» لم تتردد إنها ترى نصب  كهرمانة الأفضل لأنه يرمز للعصر الذهبي لبغداد وقصص ألف لية وليلة وهذا مرتبط أساسا بالمخيال العالمي لبغداد.

## قصة كهرمانة
والحكاية إن بطلة هذه الحكاية هي (قهرمانة) بالقاف الذي أصبح فيما بعد كافا..
وكانت (كهرمانة) طفلة ذكية وشجاعة 
والدها كان يمتلك (خانا) لإيواء المسافرين وهو أشبه بالفنادق في أيامنا هذه
وكان يمتلك أيضاً عربة، يضع فوقها عددا من الجرار.
يقوم والد كهرمانة بملء تلك الجرار بالزيت صباح كل يوم ليبيعه في السوق. 
وذات ليلة من ليالي الشتاء القارص نهضت كهرمانة من فراشها ....
بعد أن سمعت أصواتاً غريبة وشاهدت عددا من الغرباء اختبأوا في الجرار الفارغة.
ولكنهم اطلوا برؤوسهم لمراقبة رجال الشرطة الذين أحاطوا المكان. 
أسرعت كهرمانة لإخبار والدها،
واتفقا على إحداث ضجة في الخان لكي يخفي اللصوص رؤوسهم وتم لهما ما أرادا 
وهنا قامت (كهرمانة) بملء إحدى الأواني بالزيت وراحت تصبه في الجرار الواحدة تلو الأخرى.
ولما شارفت الجرار على الامتلاء نهض اللصوص واخذوا بالصراخ والعويل مما دفع رجال الشرطة للامساك بهم.